# Серра Чавес, Франсиско
Франсиско Серра Чавес (исп. Francisco Cerro Chaves; род. 18 октября 1957, Мальпартида-де-Касерес, Испания) — испанский прелат. Епископ Кории-Касереса с 21 июня 2007 по 27 декабря 2019. Архиепископ Толедо и примас Испании с 27 декабря 2019.